# Dvojka (televizní stanice)
Dvojka je druhá slovenská stanice Slovenské televize, který dnes obsluhuje Slovenská televize a rozhlas (STVR).

## Historie
Televizní kanál byl založen 10. května 1970 pod názvem ČST2. V roce 1973 bylo televizní vysílání rozšířeno na celé území Slovenska. V současné době je součástí Slovenská televize a rozhlas (STVR). Dne 1. prosince 2022 začal kanál vysílat 24 hodin denně.

## Vývoj loga

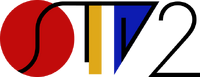
Logo 1993–1996
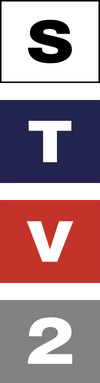
Logo 1996–1999
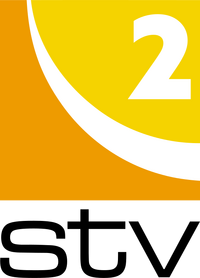
Logo 1999–2001
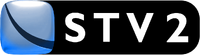
Logo 2001–2004
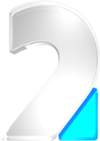
Logo 2004–2012
Logo 2012–dosud

## Vysílané pořady a seriály
- 5 a pol (již nevysíláno)
- Anjeli strážni
- Colnica
- Família
- Filmorama
- Správy a komentáre
- Regionálny denník
- Národnostný magazín
- Maďarský magazín
- Správy – Hírek
- Test magazín
- Večer pod lampou
- Umenie 13
- Reportéri juniori
- VAT – veda a technika
- Živá panoráma
- Zasadnutie NR SR
- Odpískané
- Športové ozveny
- Separé
- Elixír
- 5 minút po dvanástej
- Tempo